# Vinnie Paz

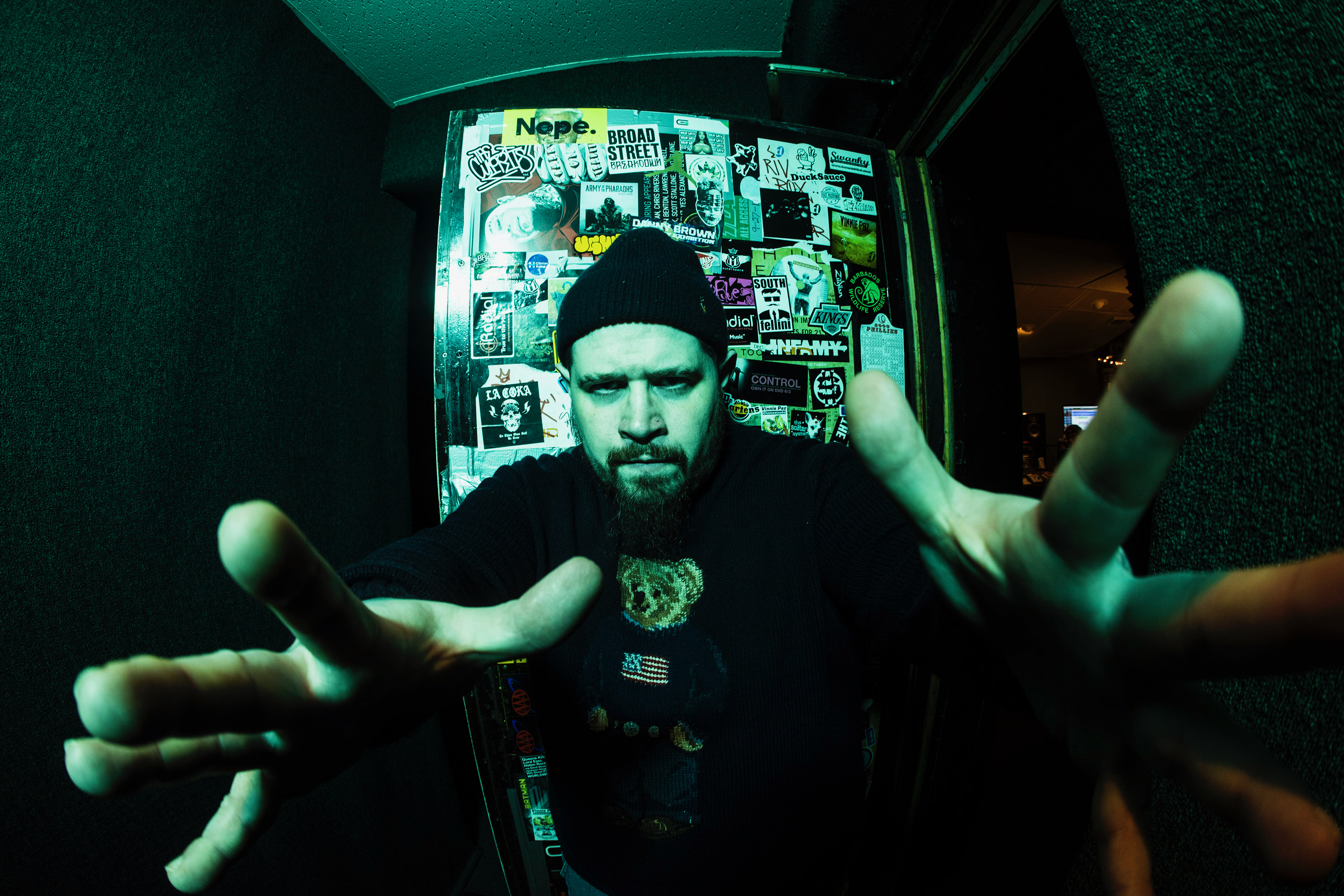
Vinnie Paz

Vinnie Paz (bürgerlich Vincenzo Luvineri, * 5. Oktober 1977 in Italien) ist ein Rapper und Texter der Gruppe Jedi Mind Tricks aus Philadelphia. Er ist Mitglied der Hip-Hop-Gruppe Army of the Pharaohs.

## Biografie
Luvinieri wuchs in Clifton Heights (Pennsylvania) in den USA auf. Er wurde römisch-katholisch erzogen, konvertierte jedoch als Erwachsener zum Islam. Er begann seine Karriere als Rapper im Jahre 1991 unter dem Pseudonym Ikon the Verbal Hologram, das er später in Vinnie Paz änderte. Dieser Künstlername ist dem Boxer Vinny Pazienza nachempfunden. Zusammen mit seinem Jugendfreund Stoupe The Enemy of Mankind gründete er 1993 die Gruppe Jedi Mind Tricks. 
Als Solokünstler war Vinnie Paz von 1996 bis 2009 bei Babygrande Records unter Vertrag. Danach gründete er zunächst Pazmanian Devil Music, wo er jedoch nur die EP Prayer Of The Assassin veröffentlichte, und dann das Label Enemy Soil. Auf jenem Label erschienen seine beiden Soloalben Season of the Assassin (2009) und God of the Serengeti (2012) sowie die beiden jüngsten Alben seiner Combo Jedi Mind Tricks (Violence Begets Violence (2011) und im Jahre 2015 The Thief And The Fallen).

## Diskografie

### Soloalben
- 2010: Season of the Assassin (Enemy Soil)
- 2012: God of the Serengeti (Enemy Soil)
- 2016: The Cornerstone of the Corner Store (Enemy Soil)
- 2018: The Pain Collector (Enemy Soil)
- 2020: As Above so Below  (Enemy Soil)
- 2021: Burn Everything That Bears Your Name (Enemy Soil)

### Mixtapes, EPs und Kollabo-Alben
- 2006: The Sound and the Fury (Babygrande)
- 2007: Rare Shits & Freestyle
- 2010: Before the Assassin (Mixtape)
- 2010: Prayer Of The Assassin (EP, Pazmanian Devil Music)
- 2011: Heavy Metal Kings (Kollabo-Album mit Ill Bill, Enemy Soil)
- 2012: The Priest Of Bloodshed (Mixtape, Enemy Soil)
- 2013: Carry on Tradition (EP, Enemy Soil)
- 2014: Flawless Victory (Mixtape, Enemy Soil)